# Camila Sosa Villada
Camila Sosa Villada (La Falda, 28 gennaio 1982) è una scrittrice e attrice argentina transgender.
Il suo primo romanzo Las malas (2019), su di un gruppo di ragazze trans che praticano la prostituzione, è stato un successo sia di critica che di pubblico e l'ha consolidata come una delle scrittrici più note nella letteratura LGBT dall'Argentina. Inoltre, il romanzo ha vinto numerosi premi, tra cui il premio Sor Juana Inés de la Cruz ed è stato tradotto in molti paesi e lingue.

## Opere
- Le cattive, traduzione di Giulia Zavagna (Ed. Sur, 2021)
- Sono una pazza a volere te, traduzione di Giulia Zavagna (Ed. Sur, 2023)

## Premi e riconoscimenti

### Vincitrice
Premio Sor Juana Inés de la Cruz
- 2020[7]